# Nathalie Lartilleux
Nathalie Lartilleux Nicaud é uma produtora de telenovelas conhecida principalmente por suas produções que são transmitidas pela rede Televisa. Nasceu na França mas é radicada no México.

## Biografia
Nathalie Lartilleux começou sua trajetória profissional em 1997 como produtora associada das telenovelas do seu marido, o produtor mexicano de telenovelas Salvador Mejía Alejandre entre as quais; Esmeralda, La usurpadora, Rosalinda, entre outras grandes produções.
Sua trajetória como produtora teve início em 2004 com a telenovela Inocente de ti ambientada em Miami, nos Estados Unidos, que contou com seu marido como diretor executivo. A partir daí, sua carreira deslanchou, produzindo outras telenovelas como Peregrina em 2005, Cuidado con el ángel entre 2008-2009 (seu maior sucesso), Mar de amor em 2009-2010 e Rafaela em 2011, todas elas originais da escritora Delia Fiallo. Em 2013 produziu o sucesso Corazón indomable, e no ano seguinte La gata, ambas adaptações da escritora cubana Inés Rodena. Também produziu Un camino hacia el destino, obtendo êxito no ano de 2016.

## Filmografia

### Como produtora
- El vuelo de la Victoria (2017)
- Un  camino hacia el destino (2016)
- La gata (2014)
- Corazón indomable (2013)
- Rafaela (2011)
- Mar de amor (2009-2010)
- Cuidado con el ángel (2008-2009)
- Peregrina (2005-2006)
- Inocente de ti (2004)

### Como produtora associada
- Mariana de la noche (2003-2004)
- Entre el amor y el odio (2002)
- Abrázame muy fuerte (2000-2001)
- Rosalinda (1999)
- La usurpadora (1998)
- Esmeralda (1997)